# Comté de Henderson (Caroline du Nord)
Pour les articles homonymes, voir Comté de Henderson.
Le comté de Henderson est un comté de la Caroline du Nord.

## Géographie
Le comté est situé dans les montagnes Blue Ridge, au sud-ouest de la Caroline du Nord, sur la frontière avec la Caroline du Sud. Sa partie nord-ouest est connue sous le nom de « plateau Blue Ridge » et la partie sud-est sous celui d'« escarpement Blue Ridge ». Il est traversé par la ligne de partage des eaux entre l'océan Atlantique et le golfe du Mexique.

## Communautés

### Cities
- Hendersonville
- Saluda

### Towns
- Fletcher
- Laurel Park
- Mills River

### Village
- Flat Rock

### Census-designated places
- Balfour
- Barker Heights
- Dana
- East Flat Rock
- Edneyville
- Etowah
- Fruitland
- Gerton
- Hoopers Creek
- Horse Shoe
- Mountain Home
- Valley Hill

## Démographie
En 2010, sa population était de 106 740 habitants.
| 1840  | 1850  | 1860   | 1870  | 1880   | 1890   |
| ----- | ----- | ------ | ----- | ------ | ------ |
| 5 129 | 6 853 | 10 448 | 7 706 | 10 281 | 12 589 |

| 1900   | 1910   | 1920   | 1930   | 1940   | 1950   |
| ------ | ------ | ------ | ------ | ------ | ------ |
| 14 104 | 16 262 | 18 248 | 23 404 | 26 049 | 30 921 |

| 1960   | 1970   | 1980   | 1990   | 2000   | 2010    |
| ------ | ------ | ------ | ------ | ------ | ------- |
| 36 163 | 42 804 | 58 580 | 69 285 | 89 173 | 106 740 |